# Rob Schroeder
Rob Schroeder,  ameriški dirkač Formule 1, * 11. maj 1926, Medina, Wisconsin, ZDA, † 3. december 2011, Dallas, ZDA.
Rob Schroeder je v svoji karieri nastopil le na domači dirki za Veliko nagrado ZDA v sezoni 1962, kjer je z dirkalnikom Lotus 24 zasedel deseto mesto z več kot sedmimi krogi zaostanka za zmagovalcem.

## Popolni rezultati Formule 1
(legenda) (odebeljene dirke pomenijo najboljši štartni položaj, poševne pa najhitrejši krog, †-uvrščen kljub odstopu)
| Leto | Moštvo     | Šasija   | Motor     | 1   | 2   | 3   | 4   | 5  | 6   | 7   | 8      | 9   | Prv | Toč |
| ---- | ---------- | -------- | --------- | --- | --- | --- | --- | -- | --- | --- | ------ | --- | --- | --- |
| 1962 | John Mecom | Lotus 24 | Climax V8 | NIZ | MON | BEL | FRA | VB | NEM | ITA | ZDA 10 | JAR | -   | 0   |